# Oxalis frutescens
Espèce
Oxalis frutescens est une espèce de plante du genre Oxalis de la famille des Oxalidacées.

## Synonymes
- Acetosella borjensis Kuntze.
- Acetosella frutescens (L.) Kuntze

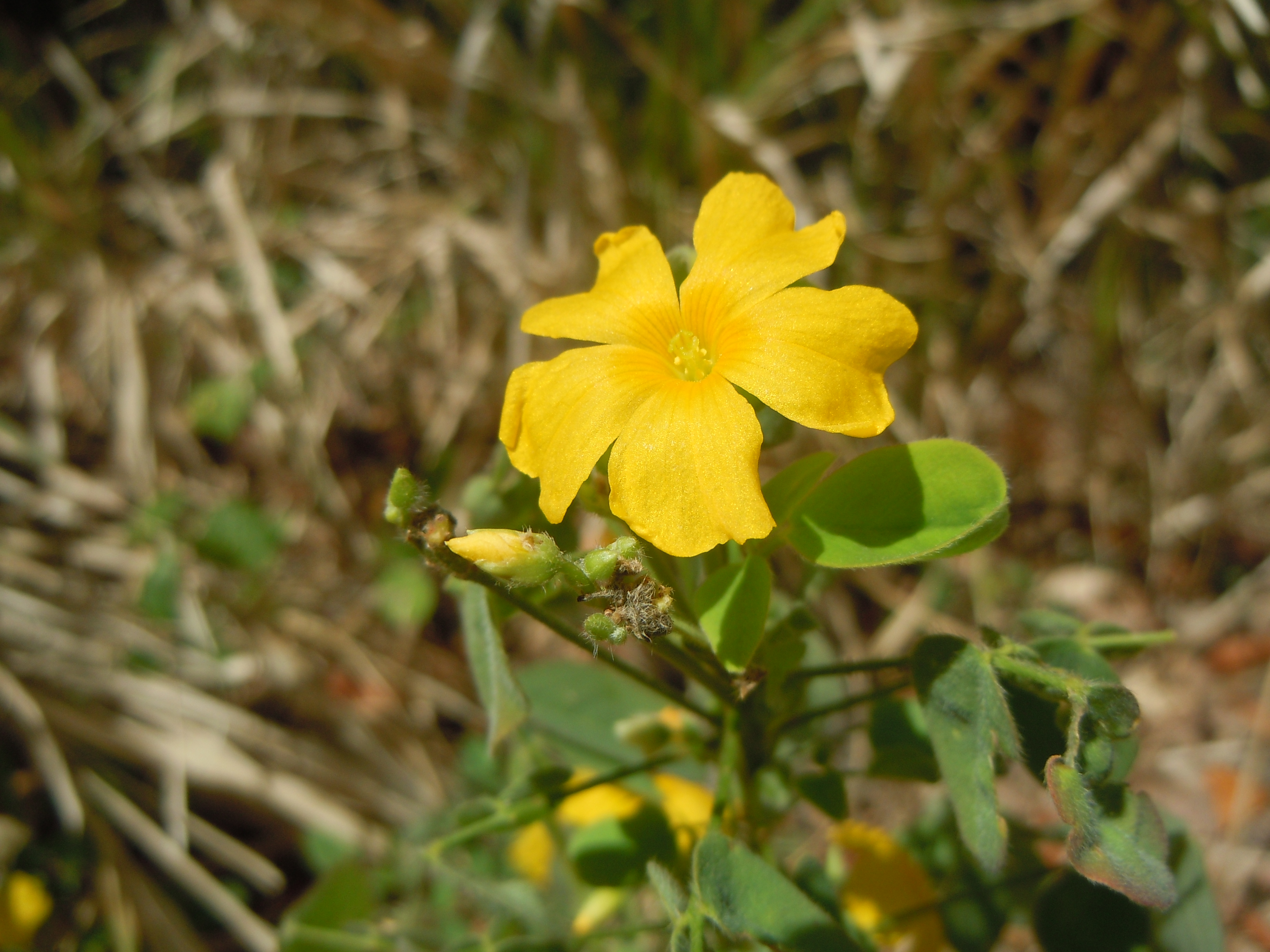
Détail de la fleur

- Acetosella pentantha (Jacq.) Kuntze
- Lotoxalis frutescens (L.) Small
- Lotoxalis yucatanensis Rose
- Monoxalis robusta Rose ex Small
- Oxalis angustifolia Kunth
- etc.

## Répartition
Oxalis frutescens est présente dans les Petites Antilles (Guadeloupe, Martinique) et en Amérique du Sud, (Brésil, Guyane, jusqu'en Équateur, Bolivie,et Nicaragua).